# Jenny Beavan
Jenny Beavan, född 1950, är en brittisk kostymdesigner.
Beavan har vunnit tre Oscars i kategorin Bästa kostym: 1987 för Ett rum med utsikt tillsammans med John Bright, som hon ofta arbetat med, 2016 för Mad Max: Fury Road och 2021 för Cruella. Hon har nominerats ytterligare nio gånger för kostymerna i filmerna En kvinnas röst 1985, Maurice 1988, Howards End 1993, Återstoden av dagen 1994, Förnuft och känsla 1996, Anna och kungen 2000, Gosford Park 2002, The King's Speech 2011 och Mrs. Harris Goes to Paris 2022. Hon har även vunnit två Emmy Awards och tre BAFTA Awards.